# Kolmá (Praha)
Kolmá je ulice v lokalitě Přední Hloubětín ve Vysočanech na Praze 9, která začíná na ulici Na Výběžku a má slepé zakončení, dále lze jen pěšky projít na Poděbradskou. Má přibližný severo-jižní průběh.

## Historie a názvy
Ulice byla pojmenována v roce 1931. Název získala podle své polohy, protože je kolmá na hlavní komunikaci Poděbradskou. Z Poděbradské se původně dalo do Kolmé vjet. V době nacistické okupace v letech 1940–1945 se německy nazývala Im Lot.
Ulice se od svého vzniku nacházela v Hloubětíně. V roce 1946 došlo k úpravě hranic pražských čtvrtí a Přední Hloubětín byl připojen ke katastrálnímu území Vysočany.

## Zástavba
Po obou stranách ulice se nacházejí dvoupatrové činžovní domy z období před 1. světovou válkou, jejichž fasády jsou ve stylu novoklasicismu, novorenesance a geometrické secese.

## Galerie

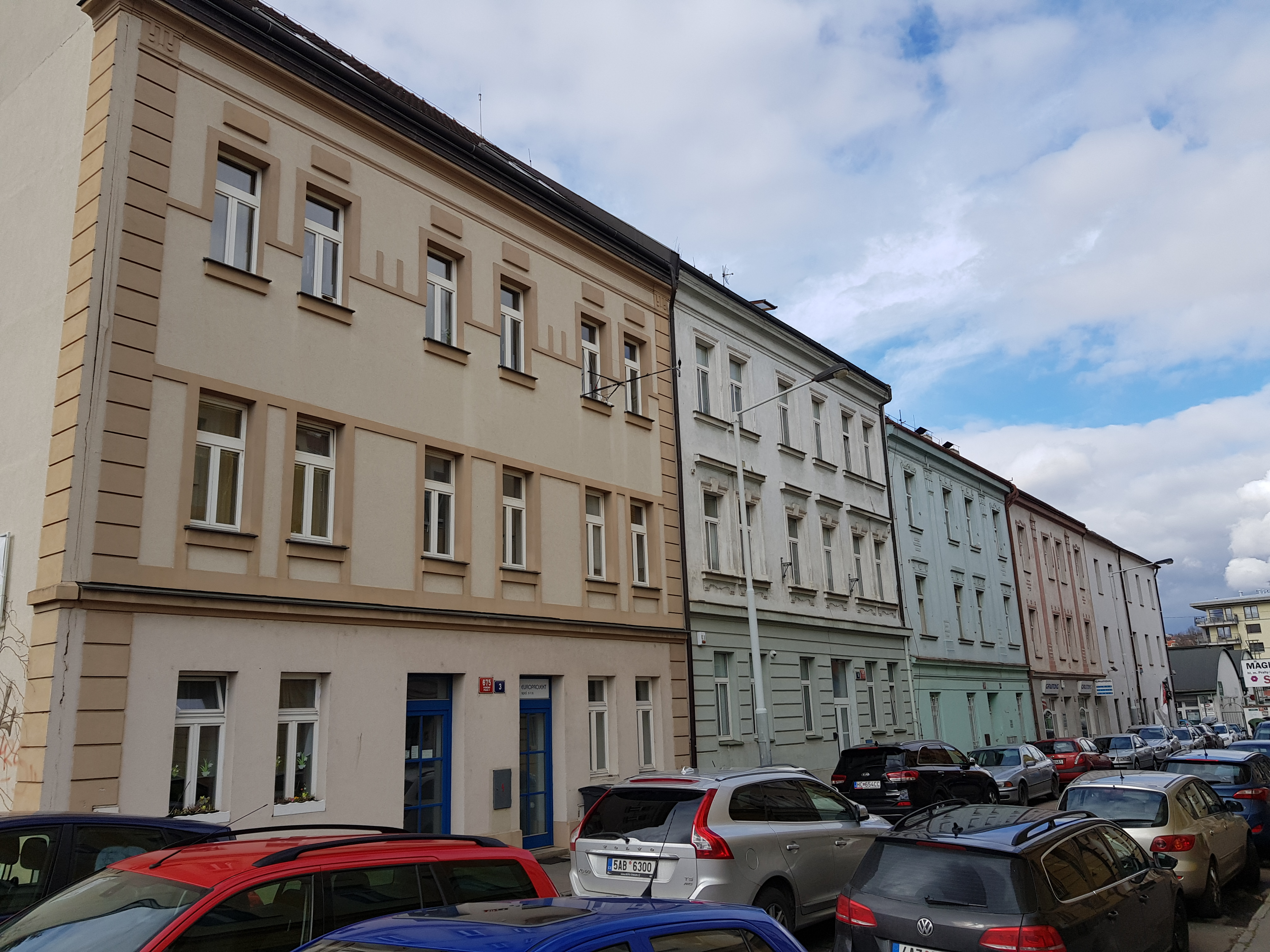
Domy na západní straně Kolmé ulice.
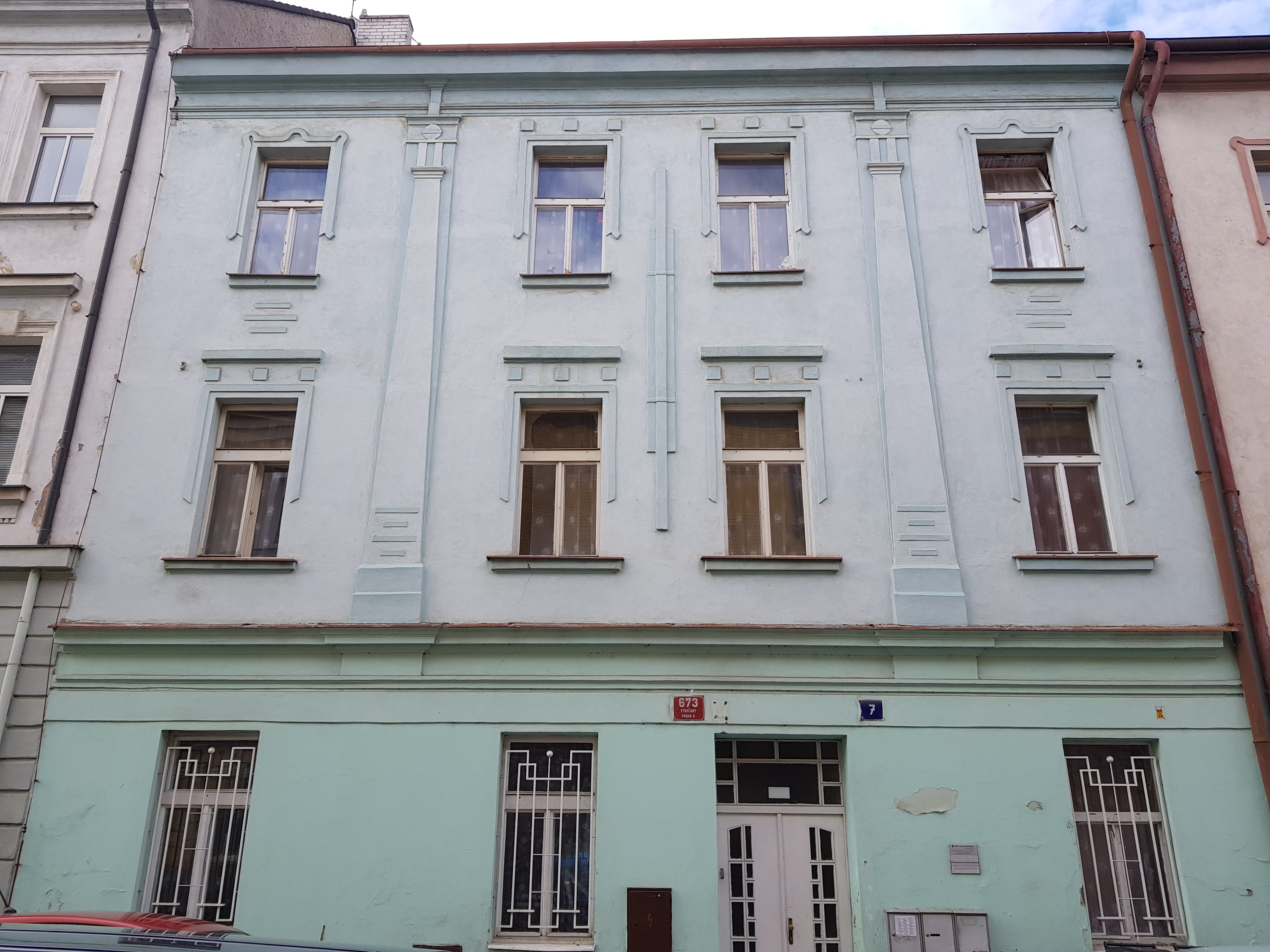
Dům čp. 673/7.
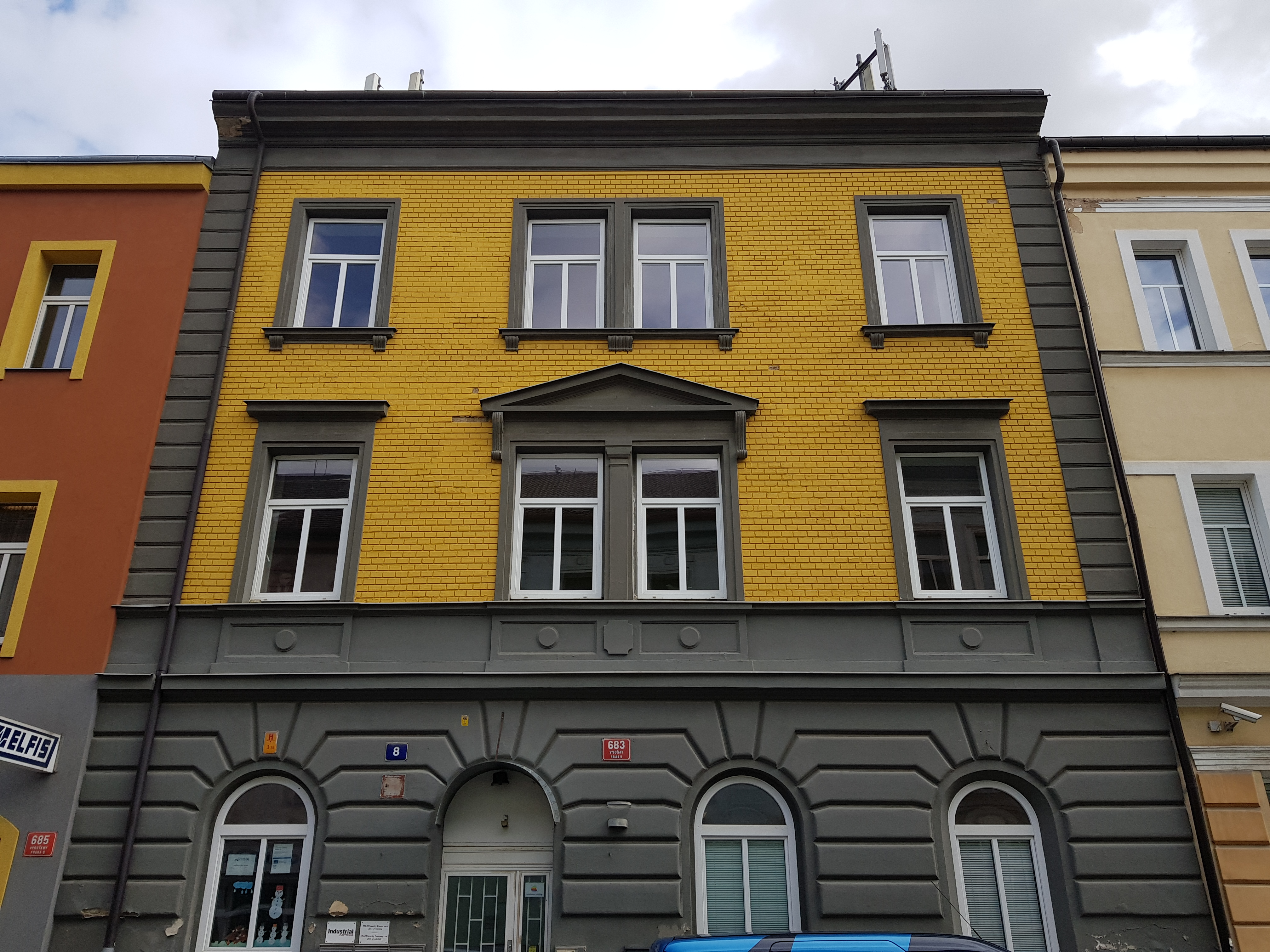
Dům čp. 683/8.
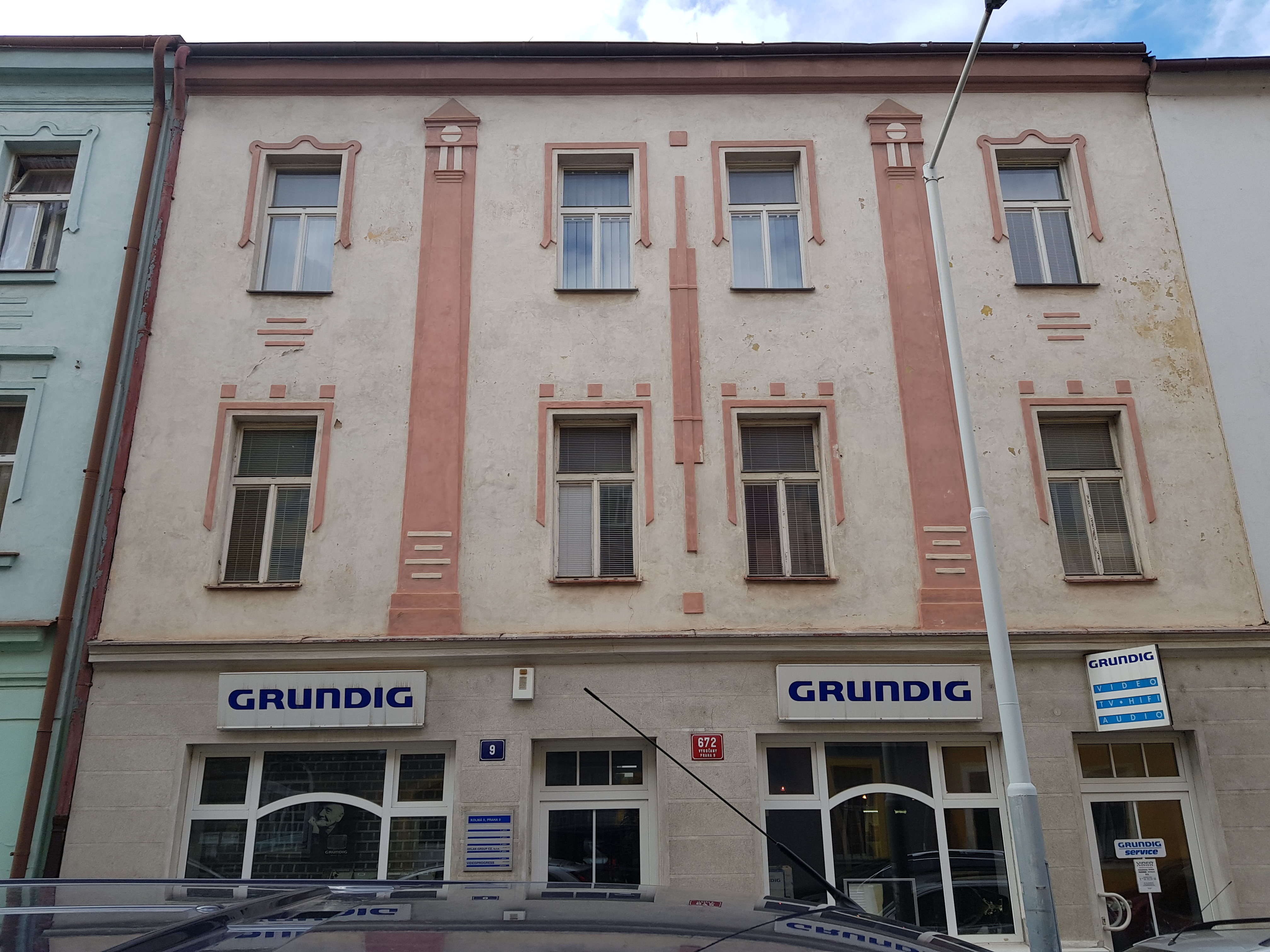
Dům čp. 672/9.